# 西新発田駅

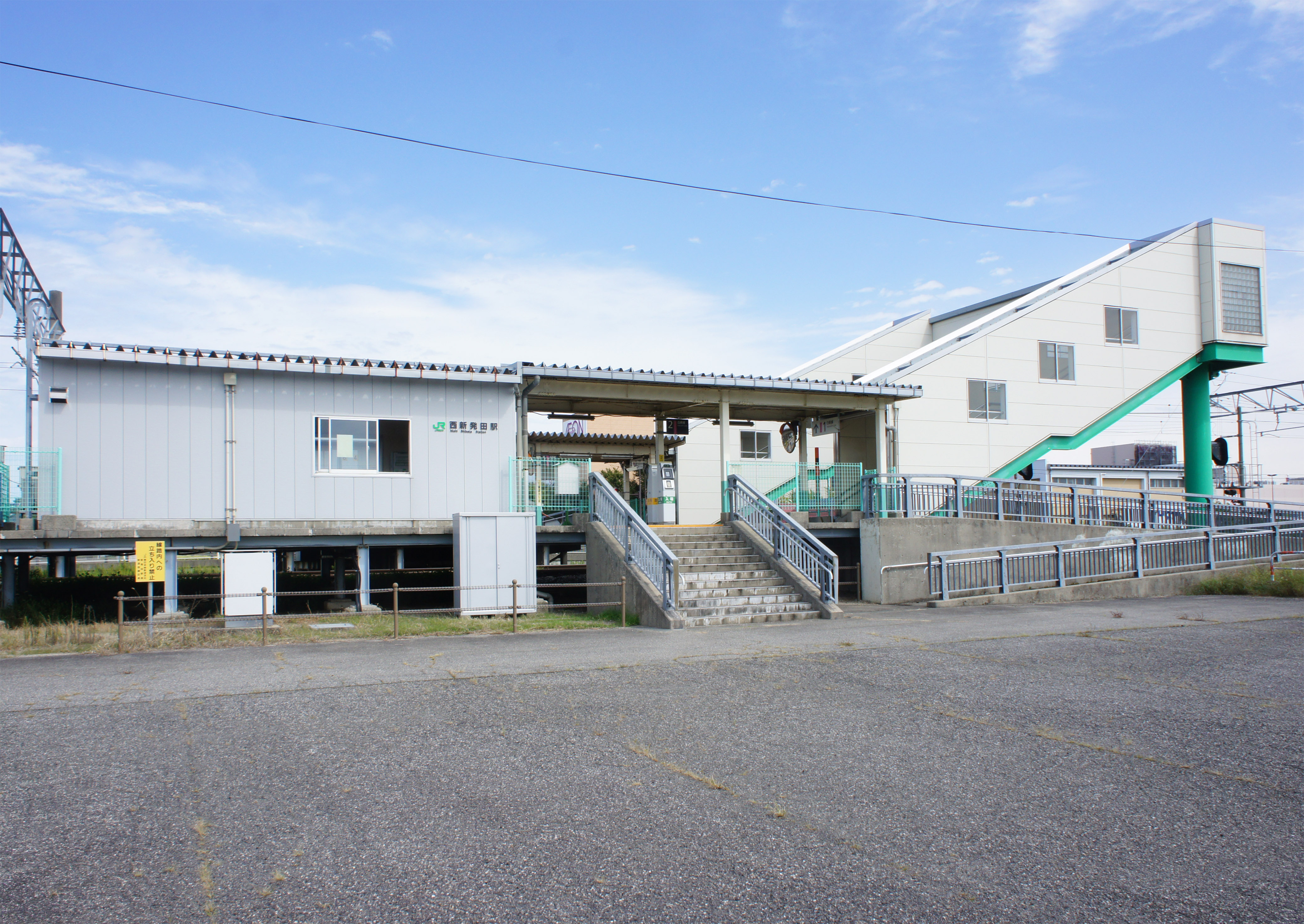
南口（2021年9月）

西新発田駅（にししばたえき）は、新潟県新発田市弓越（みこし）にある、東日本旅客鉄道（JR東日本）白新線の駅である。

## 歴史
当駅は現在地へ移転するまで白新線内では唯一、単線で行き違い設備のない駅で、運行上大きな支障をきたしていたが、JR東日本と新発田市が総額約8億円をかけて整備事業を実施。駅舎の移転新築、交換設備の整備、駅前広場・進入路等の付帯設備の整備などを行い、2000年（平成12年）秋に完成した。

### 年表
- 1957年（昭和32年）4月1日：開業[1][2]。気動車の旅客のみを取り扱う駅員無配置駅[3]。当時はホームの長さが2両分しかなかった。
- 1987年（昭和62年）4月1日：国鉄分割民営化に伴い、東日本旅客鉄道（JR東日本）の駅となる[2]。
- 2000年（平成12年）10月6日：新発田寄りに200メートル移転[4]。同年12月2日のダイヤ改正より構内を複線化し、行き違い設備の運用を開始[1][4]。
- 2006年（平成18年）1月21日：ICカード「Suica」の利用が可能となる[5]。

## 駅構造
相対式ホーム2面2線を有する地上駅である。跨線橋によって両ホームが連絡している。
開業時から無人駅で、新潟駅が管理している。北口、南口とも、駅舎は待合室として置かれている。双方の駅舎には簡易Suica改札機が設置されている。また、1番線の待合室内には自動券売機、列車位置情報を示すディスプレイ、2番線の待合室内には乗車駅証明書発行機がそれぞれ設置されている。
このほか、駅前広場は北口にのみ設けられており、広場内にはロータリー、駐輪場、トイレなどがある。なお、タクシーは昼間のみ常駐している。

### のりば
| 番線 | 路線    | 方向 | 行先       |
| ---- | ------- | ---- | ---------- |
| 1・2 | ■白新線 | 下り | 新発田方面 |
| 1・2 | ■白新線 | 上り | 新潟方面   |

- 一線スルー方式となっており、おもに1番線から発着する[1]。

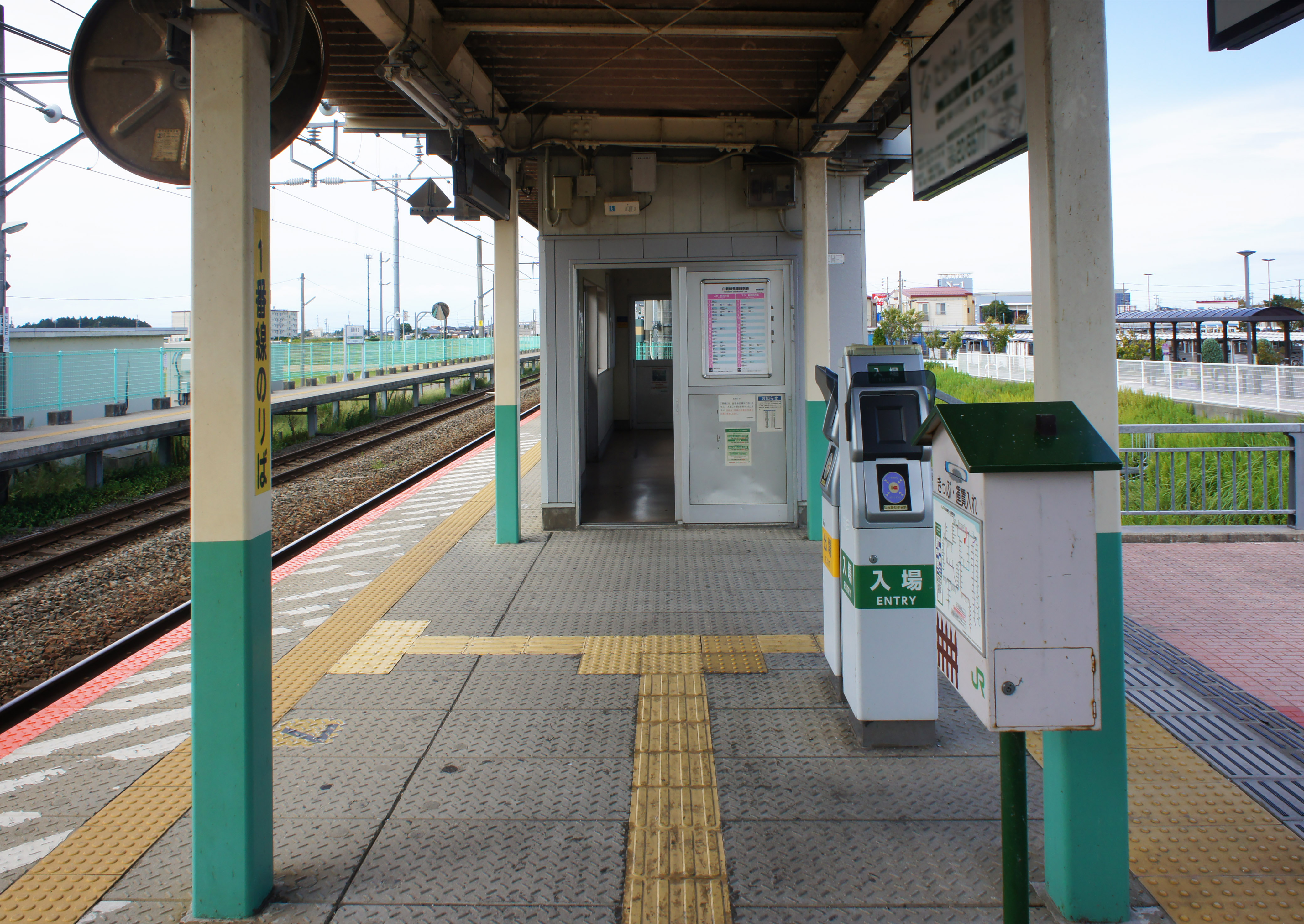
北口改札（2021年9月）
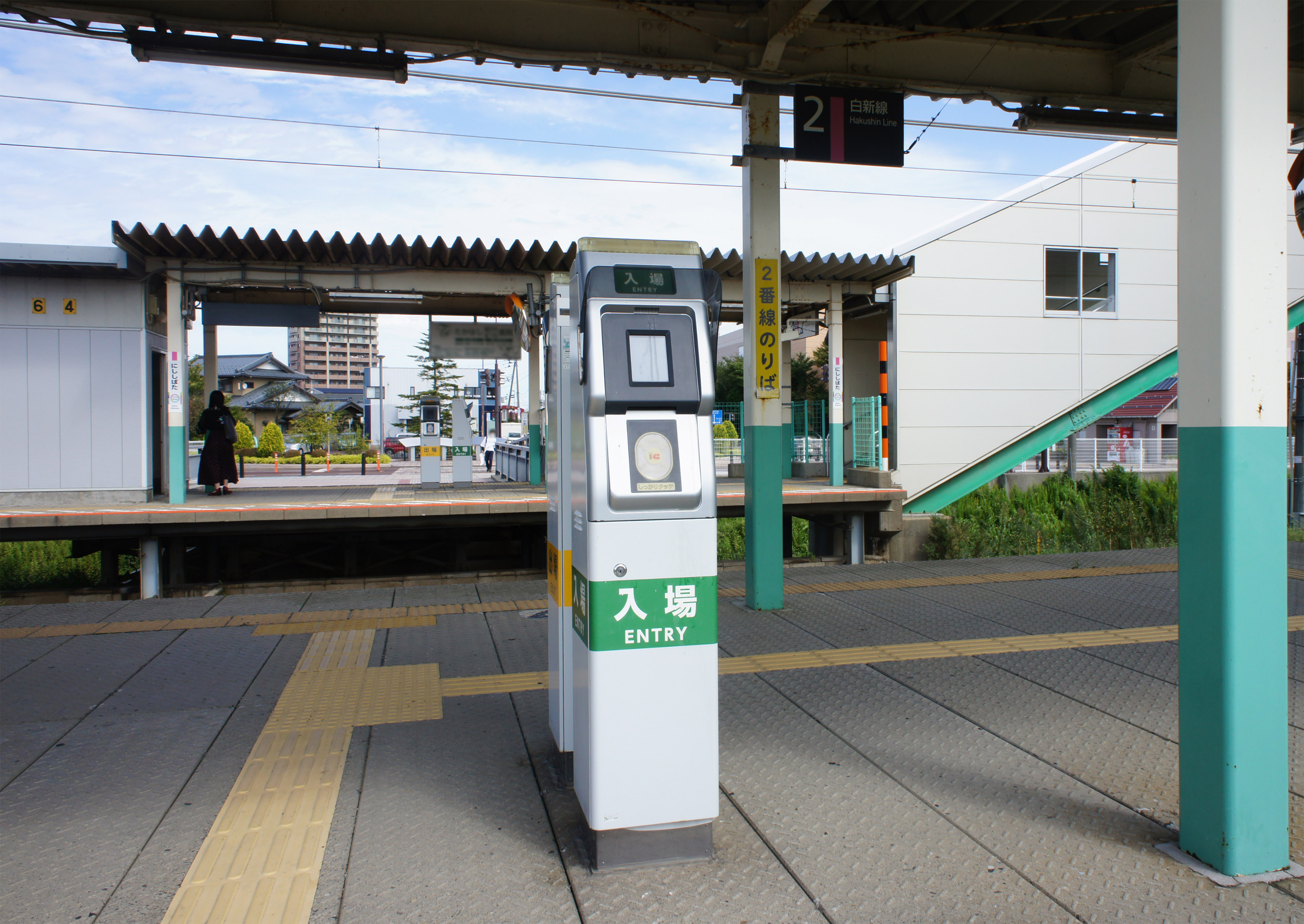
南口改札（2021年9月）
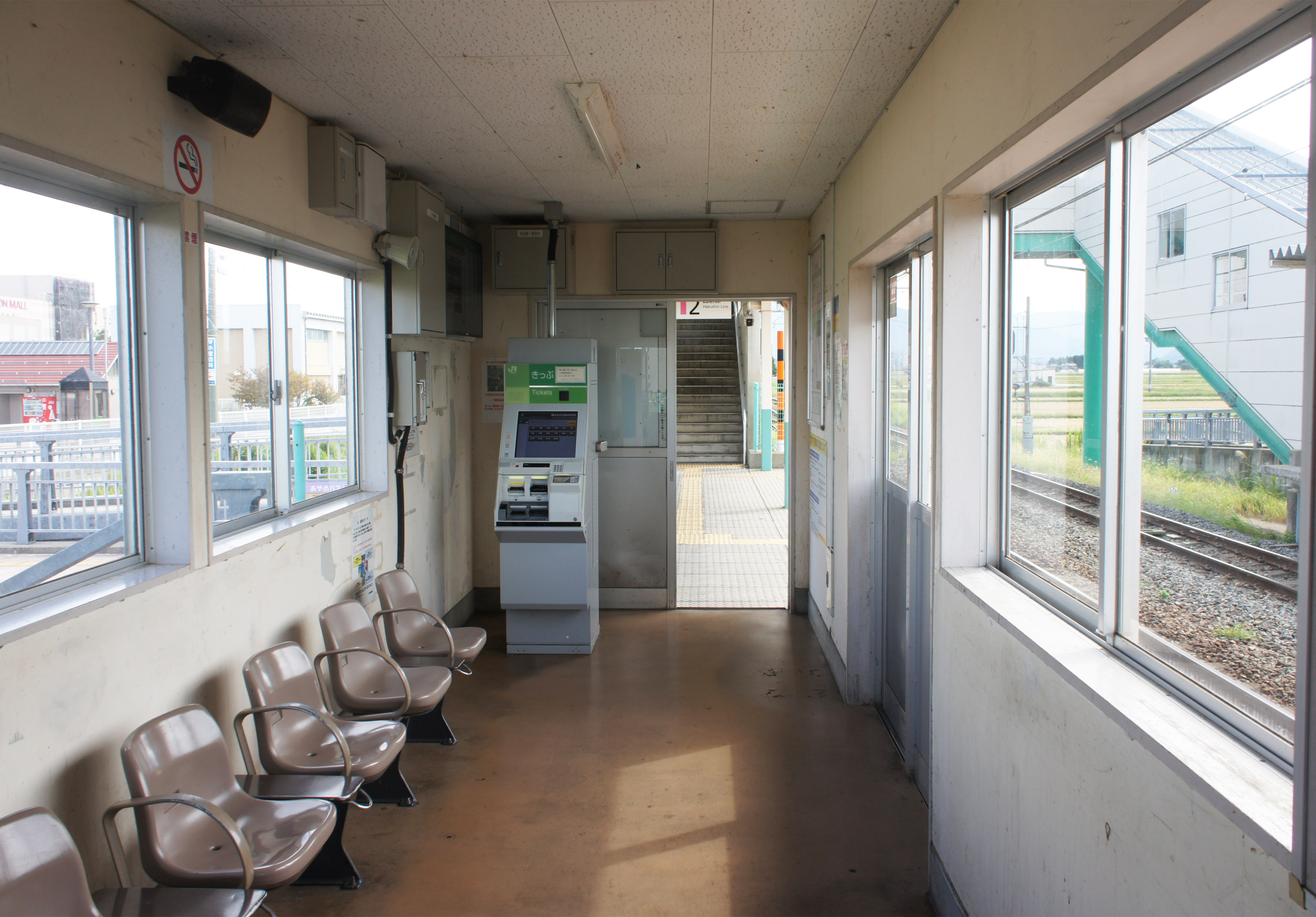
待合室（2021年9月）
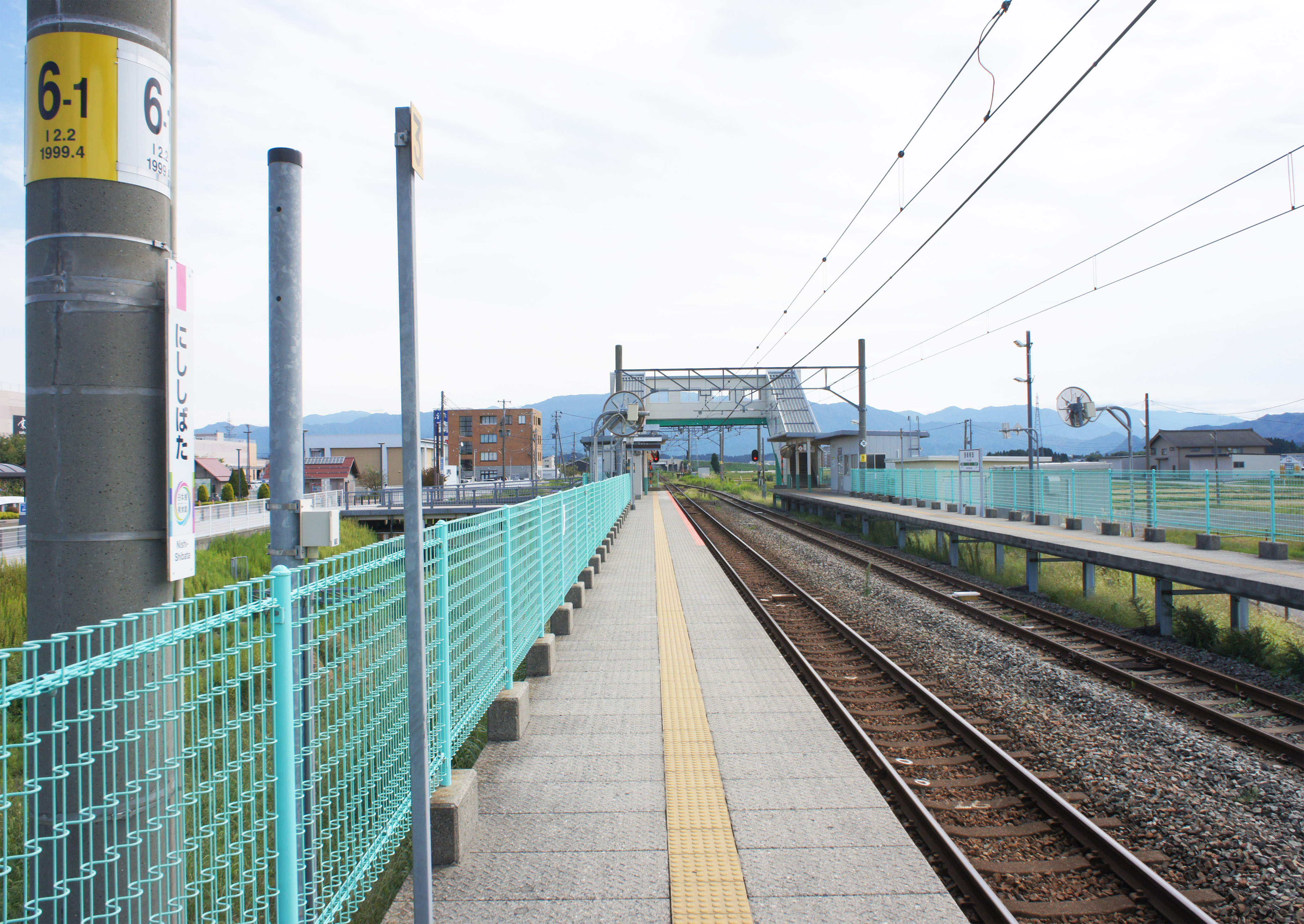
ホーム（2021年9月）

## 利用状況
「新発田市移動等円滑化基本構想」によれば、2008年度（平成20年度）の当駅の1日平均乗車人員は約900人である。

## 駅周辺
北口側は「西新発田駅前土地区画整理事業」（2000年〈平成12年〉- 2009年〈平成21年〉）により造成された土地であり、商業施設や新興住宅地が広がる。南口側は未開発で、一面に水田が広がる。

### 北口側
- 国道460号（新発田南バイパス）
- イオンモール新発田
- パテオ西新発田（原信やユニクロなどが入るショッピングセンター）
- 新発田市立住吉小学校
- 新発田市立第一中学校

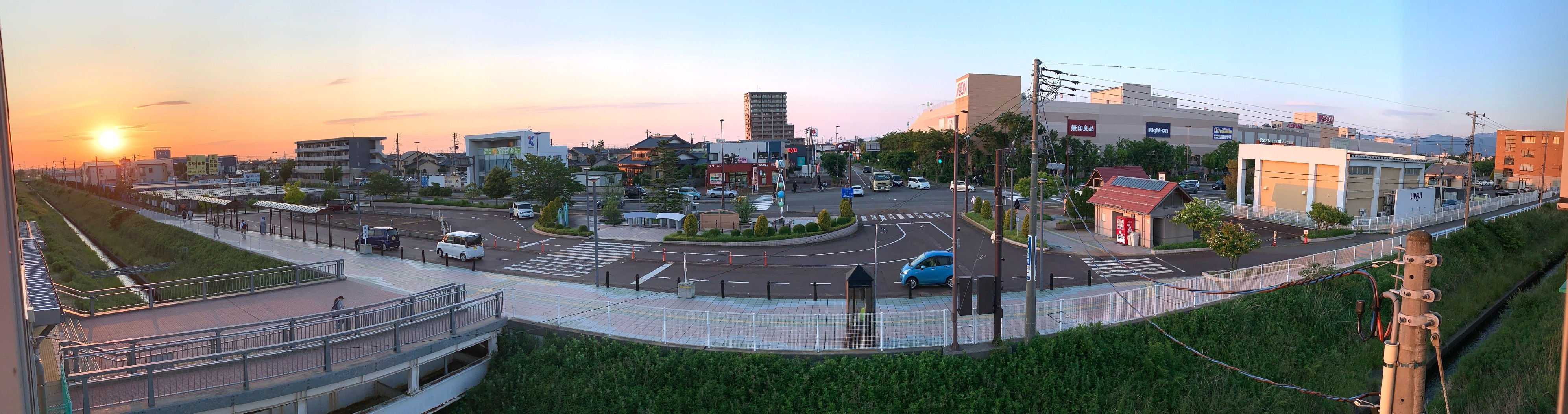
北口駅前風景（2020年5月）
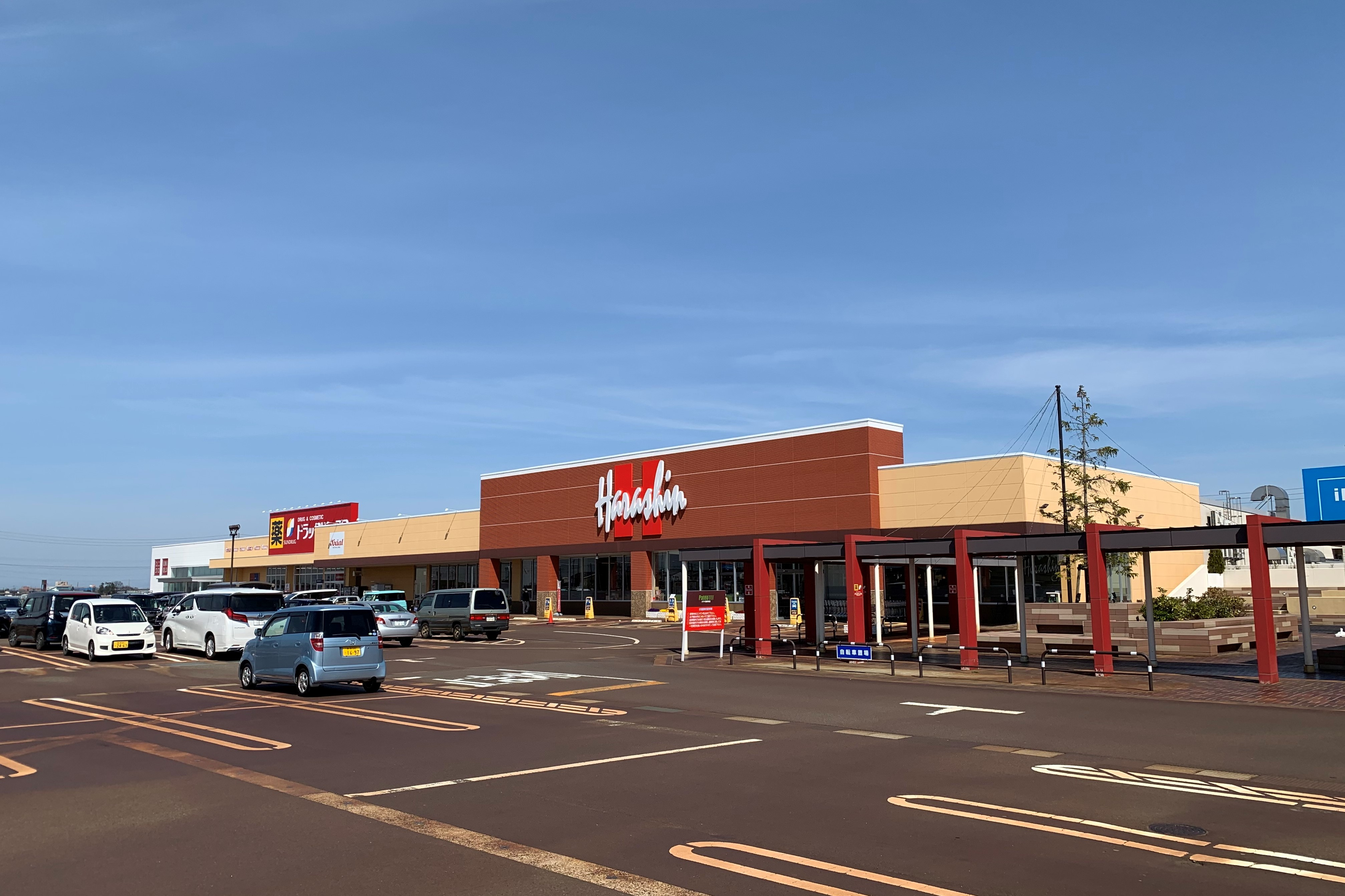
パテオ西新発田

### 南口側
- マツキドライビングスクール新潟西しばた校

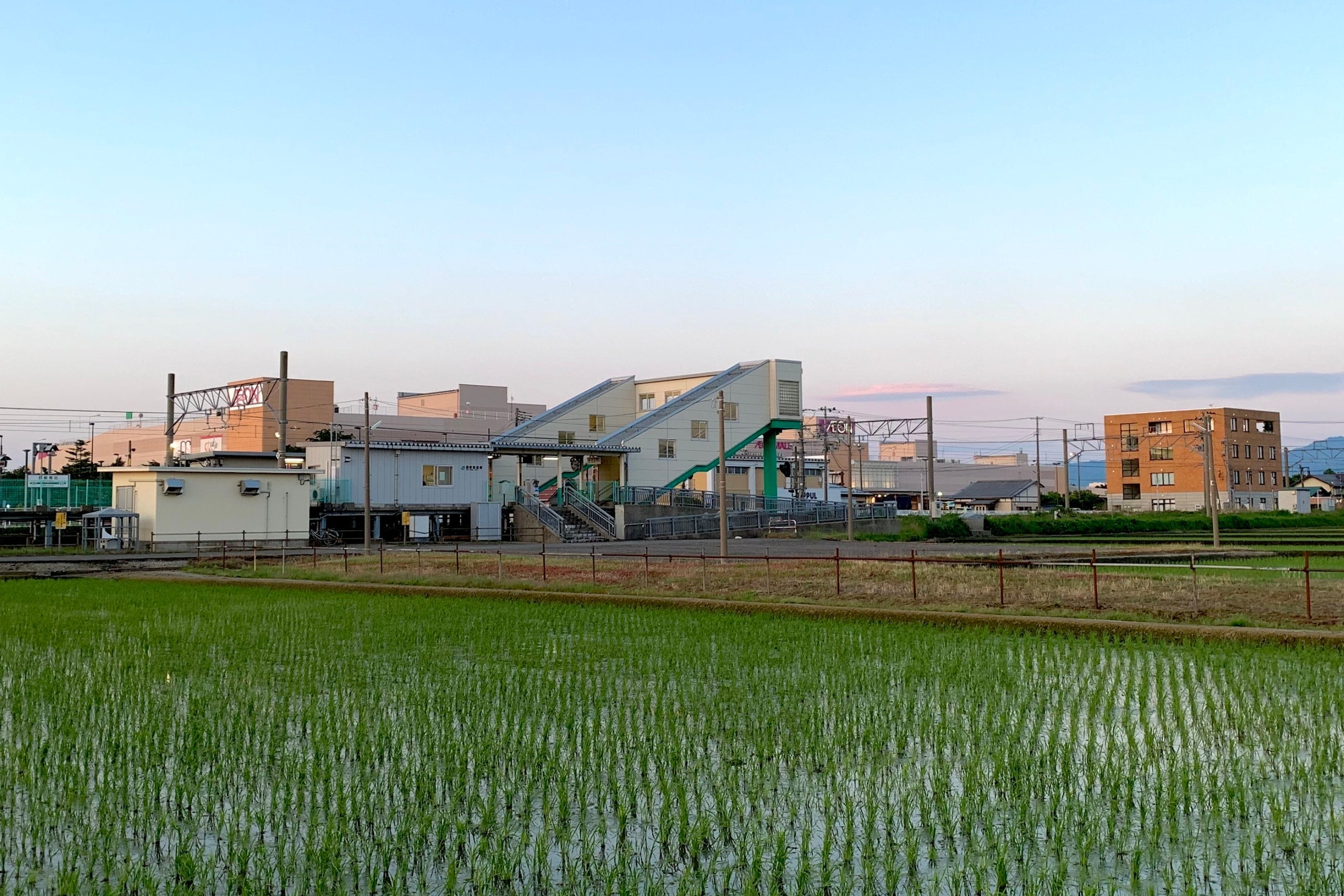
未開発の南口（2020年5月）

## バス路線

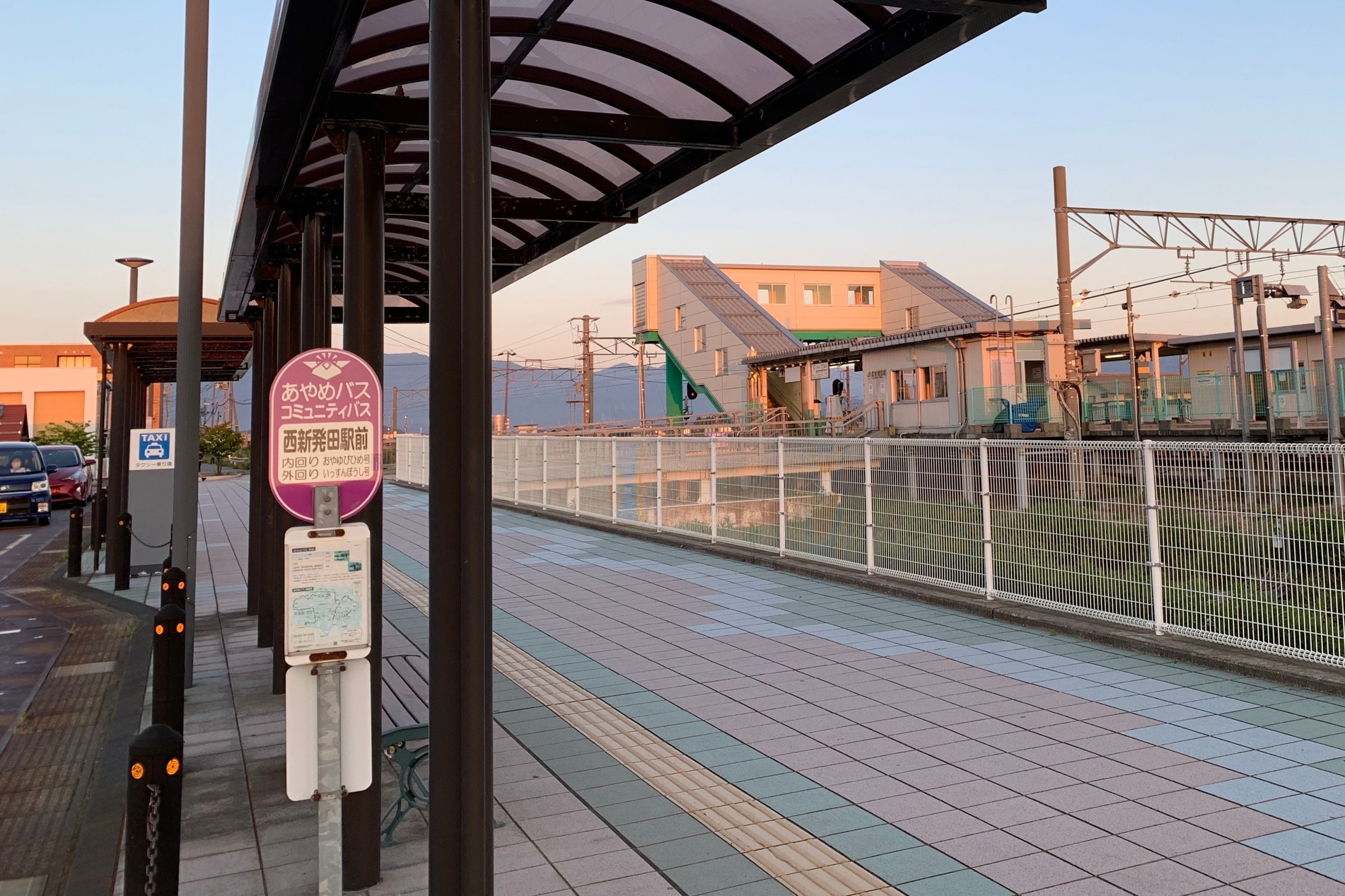
「あやめバス」のバス停（2020年5月）

北口ロータリーには「西新発田駅前」バス停があり、市街地循環バス「あやめバス」が発着している。
- 内回り（おやゆびひめ号）：農業高校前・新発田駅[9]
- 外回り（いっすんぼうし号）：コモタウン・城北町・新発田病院・新発田駅[9]

また、駅舎西側の踏切付近（徒歩約5分）にも「西新発田駅前」バス停があり、新潟交通観光バスが発着している。かつての駅舎はこの踏切付近にあり、このバス停も旧駅舎時代に設けられたものだが、駅舎が移転した後も移設されないままとなっているため、相互乗換えには不便を伴う。
- 新発田駅前・新発田営業所[10]
- 飯島[10]

## 隣の駅
東日本旅客鉄道（JR東日本）
■白新線
■快速
通過
■普通
佐々木駅 - 西新発田駅 - 新発田駅